# NGC 6893
NGC 6893 је спирална галаксија у сазвежђу Телескоп која се налази на NGC листи објеката дубоког неба.
Деклинација објекта је - 48° 14' 22" а ректасцензија 20h 20m 49,6s. Привидна величина (магнитуда) објекта NGC 6893 износи 11,7 а фотографска магнитуда 12,7. NGC 6893 је још познат и под ознакама ESO 234-6, FAIR 537, AM 2017-482, IRAS 20172-4824, PGC 64507.